# Ectopatria albilinea
Ectopatria albilinea är en fjärilsart som beskrevs av Turner 1943. Ectopatria albilinea ingår i släktet Ectopatria och familjen nattflyn. Inga underarter finns listade i Catalogue of Life.